# Аппарат Правительства Казахстана
Аппарат Правительства Республики Казахстан (каз. Қазақстан Республикасы Үкіметінің Аппараты) — государственный орган в составе Правительства Республики Казахстан, осуществляющий координацию деятельности центральных и местных исполнительных органов; организационно-правовое, экспертно-аналитическое, кадровое, информационное и материально-техническое обеспечение деятельности премьер-министра и правительства Казахстана.
Положение о Канцелярии премьер-министра Республики Казахстан Утверждено постановлением Правительства Республики Казахстан от 11 сентября 2002 года № 993 «Вопросы Канцелярии премьер-министра Республики Казахстан» премьер-министром Республики Казахстан И. Тасмагамбетовым.

## История
В начале было Управление делами СНК-Совмина,
- потом объединённый аппарат президента (1990—1991),
- аппарат президента и кабинета министров (1991—1994),
- потом Управление делами кабинета министров (1994—1995),
- аппарат кабинета министров (1995),
- аппарат правительства (1995—1997)
- Канцелярия премьер-министра создана в марте 1997 года на базе Аппарата правительства

2 января 2023 года указом президента Казахстана Касым-Жомарта Токаева канцелярия премьер-министра была преобразована в Аппарат Правительства Республики Казахстан.

## Руководители

### Управляющий делами Совета Министров Казахской ССР
- Кондратович, Вадим Петрович. (1980)
- Изюмников, Виктор Карпович. (1985)
- Селиванов, Дмитрий Иосифович (1990)

### Казахстан
- Шуткин, Степан Иванович (1995—1999)
- Тлеубердин, Алтай Аблаевич (02.09.1998-10.1999)
- Тлеубердин, Алтай Аблаевич (13.12.2000-10.01.2007)
- Сагинтаев, Бакытжан Абдирович (11.12.2007-30.09.2008)
- Абдрахимов, Габидулла Рахматуллаевич (13.10.2008-02.02.2012)
- Кошанов, Ерлан Жаканович (02.02.2012 — 14.03.2017)
- Алдабергенов, Нурлан Шадибекович (27.03.2017 — 01.03.2019)
- Калетаев, Дархан Аманович (01.03.2019 — 25.03.2019)
- Койшыбаев, Галымжан Тельманович (с 26.03.2019)

## Структура
- На 2023 год:[2]
- Секретариат Премьер-Министра Республики Казахстан
- Пресс-служба Правительства Республики Казахстан
- Аналитический отдел
- Отдел законодательства, обороны и правопорядка
- Отдел развития реального сектора и регионов
- Экономический отдел
- Отдел социального развития
- Отдел кадровой работы
- Отдел по защите государственных секретов
- Финансовый отдел
- Отдел контроля и документационного обеспечения
- Отдел по работе с обращениями граждан